# Hålet (film, 1960)
Hålet (franska: Le Trou) är en fransk kriminalfilm från 1960 i regi av Jacques Becker. Den handlar om en grupp fångar som försöker att rymma från ett fängelse genom att gräva sig ut. Förlaga är ett verkligt flyktförsök från La Santé-fängelset i Paris 1947 och José Giovannis roman Le Trou som handlar om denna händelse. De flesta skådespelarna är amatörer, inklusive Jean Keraudy, en brottsling som var med vid det verkliga flyktförsöket.

## Om filmen
Filmen tävlade vid filmfestivalen i Cannes 1960. Den hade premiär i Frankrike den 18 mars 1960 och Sverige den 19 september samma år. Filmen nominerades till brittiska BAFTA Award för bästa film och bästa utländska film.
Hålet har vistas i SVT, bland annat i maj och november 2021 och i september 2022.

## Medverkande
- Philippe Leroy – Manu
- Mark Michel – Gaspard
- Jean Keraudy – Roland
- Michel Constantin – Geo
- Raymond Meunier – Vossellin / Monseigneur
- André Bervil – fängelsechefen
- Jean-Paul Coquelin – Grinval
- Eddy Rasimi – Bouboule, vakten